# Championnat de Colombie de football 1996-1997
Navigation
Saison précédente Saison suivante
La saison 1996-1997 du Championnat de Colombie de football est la cinquantième édition du championnat de première division professionnelle en Colombie. Cette édition est spéciale puisqu'elle va durer près d'un an et demi. En effet, la fédération colombienne décide de modifier à nouveau son calendrier et de revenir au format annuel (de février à décembre). Pour cela, elle allonge la durée de la compétition en ajoutant le Torneo Adecuación, ce qui permet de décerner le titre de champion en décembre et non en juin.
Les seize meilleures équipes du pays disputent le championnat qui se déroule en cinq phases :
- le Tournoi Ouverture voit les équipes réparties en deux poules de huit équipes, qui s'affrontent deux fois, à domicile et à l'extérieur. Les équipes jouent également deux fois contre une autre équipe de leur région et enfin deux fois contre l'équipe occupant le même classement dans l'autre groupe.
- lors du tournoi Clôture, les équipes sont regroupées au sein d'une poule unique où elles s'affrontent deux fois, à domicile et à l'extérieur.
- le Cuadrangular comprend les quatre meilleures équipes au classement cumulé des deux tournois. Elles sont regroupées au sein d'une poule, le Cuadrangular final. L'équipe terminant en tête se qualifie pour la finale nationale pour le titre. Enfin, le dernier du classement cumulé des deux tournois saisonniers est relégué et remplacé par le champion de Copa Concasa, la deuxième division colombienne.
- la dernière phase est le Torneo Adecuación. Lui-même disputé en deux phases (poules puis cuadrangular), le vainqueur obtient sa qualification pour la finale nationale. Le club le moins performant sur l'ensemble du Torneo Adecuación est relégué et remplacé par le champion de Copa Concasa. Lors de ce tournoi, en cas de match nul en poules, une séance de tirs au but départage les deux équipes, le vainqueur obtenant un point de bonus.
- la finale nationale oppose en matchs aller-retour les deux qualifiés par le biais des tournois, qui sont de toute façon déjà qualifiés pour la prochaine édition de la Copa Libertadores.

C'est le club d'América de Cali qui remporte la compétition, après avoir battu lors de la finale nationale l'Atlético Bucaramanga. C'est le neuvième titre de champion de l'histoire du club.

## Les clubs participants
| - Independiente Santa Fe - CD Los Millonarios - Deportivo Tuluá - Deportes Tolima - Once Caldas - Independiente Medellin - Unión Magdalena - Cucuta Deportivo - Promu de Copa Concasa | - Atlético Nacional - Deportivo Pereira - América de Cali - Atlético Bucaramanga - Deportes Quindio - Deportivo Cali - Atlético Junior - Envigado FC |

## Compétition
Le barème utilisé pour établir l'ensemble des classements est le suivant :
- Victoire : 3 points
- Match nul : 1 point
- Défaite : 0 point

### Tournoi Ouverture
| Rang | Équipe                 | Pts | J  | G  | N  | P  | Bp | Bc | Diff |
| ---- | ---------------------- | --- | -- | -- | -- | -- | -- | -- | ---- |
| 1    | América de Cali        | 71  | 32 | 21 | 8  | 3  | 52 | 22 | +30  |
| 2    | Atlético Nacional      | 59  | 32 | 16 | 11 | 5  | 48 | 22 | +26  |
| 3    | Deportivo CaliT        | 57  | 32 | 16 | 9  | 7  | 52 | 37 | +15  |
| 4    | Atlético Junior        | 48  | 32 | 13 | 9  | 10 | 53 | 40 | +13  |
| 5    | Independiente Medellin | 47  | 32 | 12 | 11 | 9  | 31 | 31 | 0    |
| 6    | Deportes Tolima        | 46  | 32 | 12 | 10 | 10 | 46 | 43 | +3   |
| 7    | Independiente Santa Fe | 44  | 32 | 11 | 11 | 10 | 34 | 31 | +3   |
| 8    | Once Caldas            | 43  | 32 | 11 | 10 | 11 | 46 | 33 | +13  |
| 9    | Envigado FC            | 42  | 32 | 10 | 12 | 10 | 41 | 37 | +4   |
| 10   | Atlético Bucaramanga   | 42  | 32 | 10 | 12 | 10 | 37 | 39 | -2   |
| 11   | Unión Magdalena        | 40  | 32 | 11 | 7  | 15 | 35 | 46 | -11  |
| 12   | Deportivo Tuluá        | 37  | 32 | 7  | 16 | 9  | 29 | 34 | -5   |
| 13   | CD Los Millonarios     | 28  | 32 | 6  | 10 | 16 | 30 | 41 | -11  |
| 14   | Deportivo Pereira      | 28  | 32 | 5  | 13 | 14 | 39 | 55 | -16  |
| 15   | Deportes Quindio       | 28  | 32 | 5  | 13 | 14 | 34 | 62 | -28  |
| 16   | Cucuta Deportivo       | 22  | 32 | 4  | 10 | 18 | 27 | 61 | -34  |

|  | Qualification pour la Copa CONMEBOL 1997 |

- Les quatre premiers du classement obtiennent respectivement 2, 1, 0.5 et 0.25 point de bonus.

### Classement cumulé
Un classement cumulé des résultats obtenus lors des tournois Ouverture et Cloture permet de désigner les quatre clubs qualifiés pour la phase finale ainsi que le club relégué en Copa Concasa.
| Rang | Équipe                 | Pts   | J  | G  | N  | P  | Bp | Bc | Diff |
| ---- | ---------------------- | ----- | -- | -- | -- | -- | -- | -- | ---- |
| 1    | América de Cali        | 99    | 46 | 29 | 10 | 7  | 70 | 37 | +33  |
| 2    | Atlético Nacional      | 87    | 46 | 24 | 14 | 8  | 73 | 37 | +36  |
| 3    | Deportivo CaliT        | 82.5  | 46 | 23 | 13 | 10 | 77 | 54 | +23  |
| 4    | Deportes Tolima        | 70    | 46 | 18 | 16 | 12 | 61 | 54 | +7   |
| 5    | Independiente Medellín | 70    | 46 | 18 | 16 | 12 | 49 | 44 | +5   |
| 6    | Unión Magdalena        | 69    | 46 | 20 | 9  | 17 | 55 | 61 | -6   |
| 7    | Atlético Junior        | 65.25 | 46 | 18 | 11 | 17 | 65 | 58 | +7   |
| 8    | Atlético Bucaramanga   | 64    | 46 | 17 | 13 | 16 | 59 | 59 | 0    |
| 9    | Deportivo Tuluá        | 63    | 46 | 15 | 18 | 13 | 50 | 49 | +1   |
| 10   | Once Caldas            | 60    | 46 | 15 | 15 | 16 | 63 | 48 | +15  |
| 11   | Independiente Santa Fe | 56    | 46 | 14 | 14 | 18 | 47 | 52 | -5   |
| 12   | Envigado FC            | 54    | 46 | 13 | 15 | 18 | 55 | 55 | 0    |
| 13   | Deportes Quindío       | 48    | 46 | 11 | 15 | 20 | 57 | 85 | -28  |
| 14   | Deportivo Pereira      | 40    | 46 | 8  | 16 | 22 | 58 | 82 | -24  |
| 15   | CD Los Millonarios     | 37    | 46 | 8  | 13 | 25 | 45 | 65 | -20  |
| 16   | Cúcuta DeportivoP      | 31    | 46 | 5  | 16 | 25 | 36 | 80 | -44  |

|  | Qualification pour la phase finale |
|  | Relégation en Copa Concasa         |

#### Cuadrangular final
| Rang | Équipe            | Pts | J | G | N | P | Bp | Bc | Diff |
| ---- | ----------------- | --- | - | - | - | - | -- | -- | ---- |
| 1    | América de Cali   | 10  | 6 | 2 | 3 | 1 | 9  | 4  | +5   |
| 2    | Deportes Tolima   | 9   | 6 | 2 | 3 | 1 | 6  | 3  | +3   |
| 3    | Atlético Nacional | 9   | 6 | 3 | 0 | 3 | 8  | 11 | -3   |
| 4    | Deportivo CaliT   | 5   | 6 | 1 | 2 | 3 | 5  | 10 | -5   |

|  | Qualification pour la finale nationale et pour la Copa Libertadores 1998 |
|  | Qualification pour la Copa CONMEBOL 1997                                 |

### Torneo Adecuación
Cucuta Deportivo, relégué, est remplacé par le Deportivo Unicosta, champion de Copa Concasa.

#### Première phase
- Les quatre premiers de chaque poule obtiennent respectivement 1, 0.75, 0.5 et 0.25 point de bonus.

| Rang | Équipe                 | Pts | J  | G | N   | P  | Bp | Bc | Diff |
| ---- | ---------------------- | --- | -- | - | --- | -- | -- | -- | ---- |
| 1    | Deportes Quindio       | 31  | 16 | 9 | 0/4 | 3  | 24 | 16 | +8   |
| 2    | Atlético Bucaramanga   | 27  | 16 | 7 | 1/4 | 4  | 22 | 17 | +5   |
| 3    | Deportes Tolima        | 26  | 16 | 4 | 6/2 | 4  | 11 | 13 | -2   |
| 4    | Atlético Junior        | 24  | 16 | 6 | 2/2 | 6  | 23 | 22 | +1   |
| 5    | Once Caldas            | 24  | 16 | 2 | 7/4 | 3  | 18 | 22 | -4   |
| 6    | América de Cali        | 23  | 16 | 6 | 1/3 | 6  | 20 | 20 | 0    |
| 7    | Independiente Santa Fe | 23  | 16 | 5 | 2/4 | 5  | 19 | 20 | -1   |
| 8    | Independiente Medellin | 11  | 16 | 3 | 0/2 | 11 | 16 | 27 | -11  |

| Rang | Équipe              | Pts | J  | G | N   | P  | Bp | Bc | Diff |
| ---- | ------------------- | --- | -- | - | --- | -- | -- | -- | ---- |
| 1    | Deportivo Cali      | 33  | 16 | 9 | 3/0 | 4  | 29 | 19 | +10  |
| 2    | CD Los Millonarios  | 33  | 16 | 8 | 4/2 | 2  | 21 | 11 | +10  |
| 3    | Unión Magdalena     | 28  | 16 | 8 | 1/2 | 5  | 26 | 22 | +4   |
| 4    | Atlético Nacional   | 24  | 16 | 7 | 0/3 | 6  | 22 | 21 | +1   |
| 5    | Envigado FC         | 24  | 16 | 4 | 5/2 | 5  | 13 | 15 | -2   |
| 6    | Deportivo Tuluá     | 22  | 16 | 4 | 3/4 | 5  | 15 | 16 | -1   |
| 7    | Deportivo Pereira   | 17  | 16 | 3 | 2/4 | 7  | 17 | 20 | -3   |
| 8    | Deportivo UnicostaP | 14  | 16 | 2 | 4/0 | 10 | 14 | 29 | -15  |

|  | Équipe obtenant un bonus |

#### Deuxième phase
- Les seize équipes conservent leurs points et résultats acquis lors de la première phase. Les huit meilleures équipes se qualifient pour la troisième phase.

| Rang | Équipe                 | Pts   | J  | G  | N   | P  | Bp | Bc | Diff |
| ---- | ---------------------- | ----- | -- | -- | --- | -- | -- | -- | ---- |
| 1    | Deportivo Cali         | 47    | 22 | 12 | 5/0 | 5  | 39 | 26 | +13  |
| 2    | Atlético Bucaramanga   | 37.75 | 22 | 10 | 1/5 | 6  | 35 | 28 | +7   |
| 3    | Independiente Santa Fe | 30    | 22 | 6  | 3/6 | 7  | 27 | 31 | -4   |
| 4    | Independiente Medellin | 17    | 22 | 3  | 2/4 | 13 | 26 | 39 | -13  |

| Rang | Équipe             | Pts   | J  | G  | N   | P  | Bp | Bc | Diff |
| ---- | ------------------ | ----- | -- | -- | --- | -- | -- | -- | ---- |
| 1    | CD Los Millonarios | 44.75 | 22 | 11 | 5/1 | 4  | 34 | 22 | +12  |
| 2    | América de Cali    | 33    | 22 | 8  | 2/5 | 7  | 31 | 28 | +3   |
| 3    | Deportes Tolima    | 32.5  | 22 | 5  | 7/3 | 7  | 18 | 25 | -7   |
| 4    | Deportivo Unicosta | 23    | 22 | 4  | 5/1 | 12 | 24 | 39 | -15  |

| Rang | Équipe            | Pts   | J  | G  | N   | P  | Bp | Bc | Diff |
| ---- | ----------------- | ----- | -- | -- | --- | -- | -- | -- | ---- |
| 1    | Atlético Nacional | 38.25 | 22 | 11 | 1/3 | 7  | 37 | 29 | +8   |
| 2    | Once Caldas       | 37    | 22 | 6  | 7/5 | 4  | 31 | 29 | +2   |
| 3    | Deportes Quindio  | 35    | 22 | 9  | 1/5 | 7  | 29 | 27 | +2   |
| 4    | Deportivo Pereira | 23    | 22 | 5  | 2/4 | 11 | 25 | 35 | -10  |

| Rang | Équipe          | Pts   | J  | G  | N   | P | Bp | Bc | Diff |
| ---- | --------------- | ----- | -- | -- | --- | - | -- | -- | ---- |
| 1    | Atlético Junior | 37.25 | 22 | 10 | 2/3 | 7 | 32 | 26 | +6   |
| 2    | Deportivo Tuluá | 35    | 22 | 7  | 5/4 | 6 | 25 | 25 | 0    |
| 3    | Unión Magdalena | 32.5  | 22 | 9  | 1/3 | 9 | 33 | 31 | +2   |
| 4    | Envigado FC     | 30    | 22 | 5  | 6/3 | 8 | 18 | 24 | -6   |

|  | Qualification pour la finale nationale |
|  | Relégation en Copa Concasa             |

#### Troisième phase
| Rang | Équipe            | Pts | J | G | N   | P | Bp | Bc | Diff |
| ---- | ----------------- | --- | - | - | --- | - | -- | -- | ---- |
| 1    | Deportes Quindio  | 12  | 6 | 3 | 1/1 | 1 | 8  | 5  | +3   |
| 2    | Once Caldas       | 10  | 6 | 3 | 0/1 | 2 | 7  | 6  | +1   |
| 3    | Atlético Nacional | 8   | 6 | 2 | 1/0 | 3 | 6  | 8  | -2   |
| 4    | Deportivo Cali    | 6   | 6 | 2 | 0/0 | 4 | 9  | 11 | -2   |

| Rang | Équipe               | Pts | J | G | N   | P | Bp | Bc | Diff |
| ---- | -------------------- | --- | - | - | --- | - | -- | -- | ---- |
| 1    | Atlético Bucaramanga | 13  | 6 | 2 | 3/1 | 0 | 9  | 3  | +6   |
| 2    | CD Los Millonarios   | 13  | 6 | 2 | 3/1 | 0 | 9  | 5  | +4   |
| 3    | Deportivo Tuluá      | 5   | 6 | 0 | 1/3 | 2 | 6  | 10 | -4   |
| 4    | Atlético Junior      | 5   | 6 | 1 | 0/2 | 3 | 5  | 11 | -6   |

|  | Qualification pour la finale du tournoi  |
|  | Qualification pour la Copa CONMEBOL 1998 |

#### Finale de tournoi
| Équipe 1             | Résultat | Équipe 2         | Aller | Retour |
| -------------------- | -------- | ---------------- | ----- | ------ |
| Atlético Bucaramanga | 3 - 2    | Deportes Quindio | 2 - 1 | 1 - 1  |

- Le Deportes Quindio, finaliste, se qualifie pour la Copa CONMEBOL 1998.

### Finale pour le titre
| Équipe 1             | Résultat | Équipe 2        | Aller | Retour |
| -------------------- | -------- | --------------- | ----- | ------ |
| Atlético Bucaramanga | 0 - 3    | América de Cali | 0 - 1 | 0 - 2  |

## Bilan de la saison
| Championnat de Colombie de football 1996-1997 |                            |
| Champion                                      | América de Cali (9e titre) |
| Qualifications continentales                  |                            |
| Copa Libertadores 1998                        | América Cali               |
| Copa Libertadores 1998                        | Atlético Bucaramanga       |
| Copa CONMEBOL 1997                            | América de Cali            |
| Copa CONMEBOL 1997                            | Deportes Tolima            |
| Copa CONMEBOL 1998                            | Once Caldas                |
| Copa CONMEBOL 1998                            | Deportes Quindio           |
| Promotions et relégations                     |                            |
| Promus en Copa Mustang                        | Atlético Huila             |
| Relégués en Copa Concasa                      | Deportivo Pereira          |